# Puebla de Almenara
Puebla de Almenara – gmina w Hiszpanii, w prowincji Cuenca, w Kastylii-La Mancha, o powierzchni 37,67 km². W 2011 roku gmina liczyła 461 mieszkańców.